# Bob-Europameisterschaft 1997
Die Bob-Europameisterschaft 1997 wurde am 17. Januar im Zweierbob und am 18. Januar 1997 im Viererbob zum siebten Mal auf der Kunsteisbahn  im deutschen Königssee ausgetragen. Die EM wurde im Rahmen des fünften von sieben Weltcup-Saisonwettbewerben ausgetragen. Sie war neben mit der Bob-Weltmeisterschaft im schweizerischen St. Moritz einer von zwei Saisonhöhepunkten in der Bob-Saison 1996/97.
Durch die Verletzung von Christoph Langen war die Bobsaison um einen Top-Athleten ärmer. Der bis dahin fünffache Welt- und vierfache Europameister verletzte sich beim 2. Weltcup in La Plagne beim Zweierbob-Wettbewerb. Er riss sich im ersten Durchgang die Achillessehne an und fiel so für den Rest der Saison aus.

## Zweierbob
In Abwesenheit des Titelverteidigers entwickelt sich ein packendes Duell zwischen dem Weltcupführenden Günther Huber aus Italien und Lokalmatador Sepp Dostthaler. Letztlich konnte Huber mit der Winzigkeit von einer Hundertstel Vorsprung seinen ersten internationalen Titel feiern. Hinter Dostthaler platzierten sich zwei Schweizer Bobs, wobei sich Pilot Christian Reich mit dem vierten Platz sein WM-Ticket im Zweierbob-sicherte.
| Rang | Bob                                              | Gesamtzeit  | Rückstand |
| ---- | ------------------------------------------------ | ----------- | --------- |
| 1    | Italien I Günther Huber Antonio Tartaglia        | 1:36,45 min |           |
| 2    | Deutschland I Sepp Dostthaler Thomas Platzer     | 1:36,46 min | +0.01     |
| 3    | Schweiz I Reto Götschi Guido Acklin              | 1:36,68 min | +0.23     |
| 4    | Schweiz III Christian Reich Donat Acklin         | 1:37,26 min | +0.71     |
| 5    | Deutschland III Matthias Benesch Lars Bolte      | 1:37,17 min | +0.72     |
| 6    | Deutschland II René Spies Christoph Heyder       | 1:37,32 min | +0,87     |
| 7    | Österreich I Hubert Schösser Martin Schützenauer | 1:37,33 min | +0,88     |
| 8    | Tschechien I Pavel Puškár Jan Kobián             | 1:37,35 min | +0,90     |
| 9    | Lettland I Sandis Prūsis Adris Plūksna           | 1:37,62 min | +1,17     |
| 10   | Schweiz II Marcel Rohner Thomas Schreiber        | 1:37,68 min | +1,23     |

## Viererbob
Bei den großen Schlitten entwickelte sich ein äußerst spannender Wettkampf, an dem letztlich sieben Bobs beteiligt waren. Schon nach dem ersten Lauf lagen dabei die Bobs der beiden Schweizer Piloten Reto Götschi und Marcel Rohner zeitgleich vorn. Dahinter platzierten sich alle drei deutschen Bobs, Hubert Schösser aus Österreich und der frischgebackene Zweierbob-Europameister Günther Huber aus Italien hatten zumindest noch Medaillenchancen. Im zweiten Lauf wurde es dann ähnlich knapp wie in der Zweierbob-Konkurrenz. Letztlich entschied die Winzigkeit von zwei Hundertstel zugunsten von Reto Götschi, der damit seinen ersten internationalen Titel feiern konnte. Für Viererbob-Spezialist Rohner war es nach WM-Silber und EM-Bronze in der vorherigen Saison erneut eine internationale Medaille. Damit war für die Schweizer Bobs eine Durststrecke beendet. Erstmals seit dem Olympiasieg von Gustav Weder in Lillehammer konnten die Eidgenossen wieder einen internationalen Titel bejubeln. Hinter den beiden Schweizer Bobs gewannen die Bobs von Harald Czudaj und Dirk Wiese zeitgleich mit dem Abstand von 11 Hundertstel auf Rohner die Bronzemedaille.
| Rang | Bob                                                                              | 1. Lauf     | 2. Lauf     | Gesamtzeit  | Rückstand |
| ---- | -------------------------------------------------------------------------------- | ----------- | ----------- | ----------- | --------- |
| 1    | Schweiz II Reto Götschi Guido Acklin Daniel Giger Beat Seitz                     | 0:47,33 min | 0:47,60 min | 1:34,93 min |           |
| 2    | Schweiz I Marcel Rohner Markus Nüssli Thomas Schreiber Roland Tanner             | 0:47,33 min | 0:47,62 min | 1:34,95 min | +0,02     |
| 3    | Deutschland I Harald Czudaj Torsten Voss Alexander Szelig Udo Lehmann            |             |             | 1:35,06 min | +0,13     |
| 3    | Deutschland III Dirk Wiese Christoph Bartsch Markus Zimmermann Michael Liekmeier |             |             | 1:35,06 min | +0,13     |
| 5    | Deutschland II Wolfgang Hoppe Sven Rühr Oliver Felsen Carsten Embach             |             |             | 1:35,13 min | +0.20     |
| 6    | Österreich I Hubert Schösser Gerd Habermüller Erwin Arnold Martin Schützenauer   |             |             | 1:35,26 min | +0.33     |
| 7    | Italien I Günther Huber Antonio Tartaglia Massimiliano Rota Marco Menchini       |             |             | 1:35,48 min | +0.55     |
| 8    | Vereinigtes Königreich I Sean Olsson Dean Ward Courtney Rumbolt Lennox Paul      |             |             | 1:35,74 min | +0.81     |
| 9    | Frankreich I Bruno Mingeon Éric Le Chanony Emmanuel Hostache Max Robert          |             |             | 1:35,87 min | +0.94     |
| 10   | Schweiz III Christian Reich Steve Anderhub Markus Wasser Thomas Handschin        |             |             | 1:35,97 min | +1.04     |

## Medaillenspiegel
| Platz | Nation      | Gold | Silber | Bronze |
| ----- | ----------- | ---- | ------ | ------ |
| 1     | Schweiz     | 1    | 1      | 1      |
| 2     | Italien     | 1    | 0      | 0      |
| 3     | Deutschland | 0    | 1      | 2 1    |